# مناره، پنجاب
مناره (به انگلیسی: Munara) یک روستا در پاکستان است که در ناحیه چکوال واقع شده‌است.